# Colletes atripes
Colletes atripes är en biart som beskrevs av Smith 1854. Colletes atripes ingår i släktet sidenbin, och familjen korttungebin. Inga underarter finns listade i Catalogue of Life.

## Bildgalleri

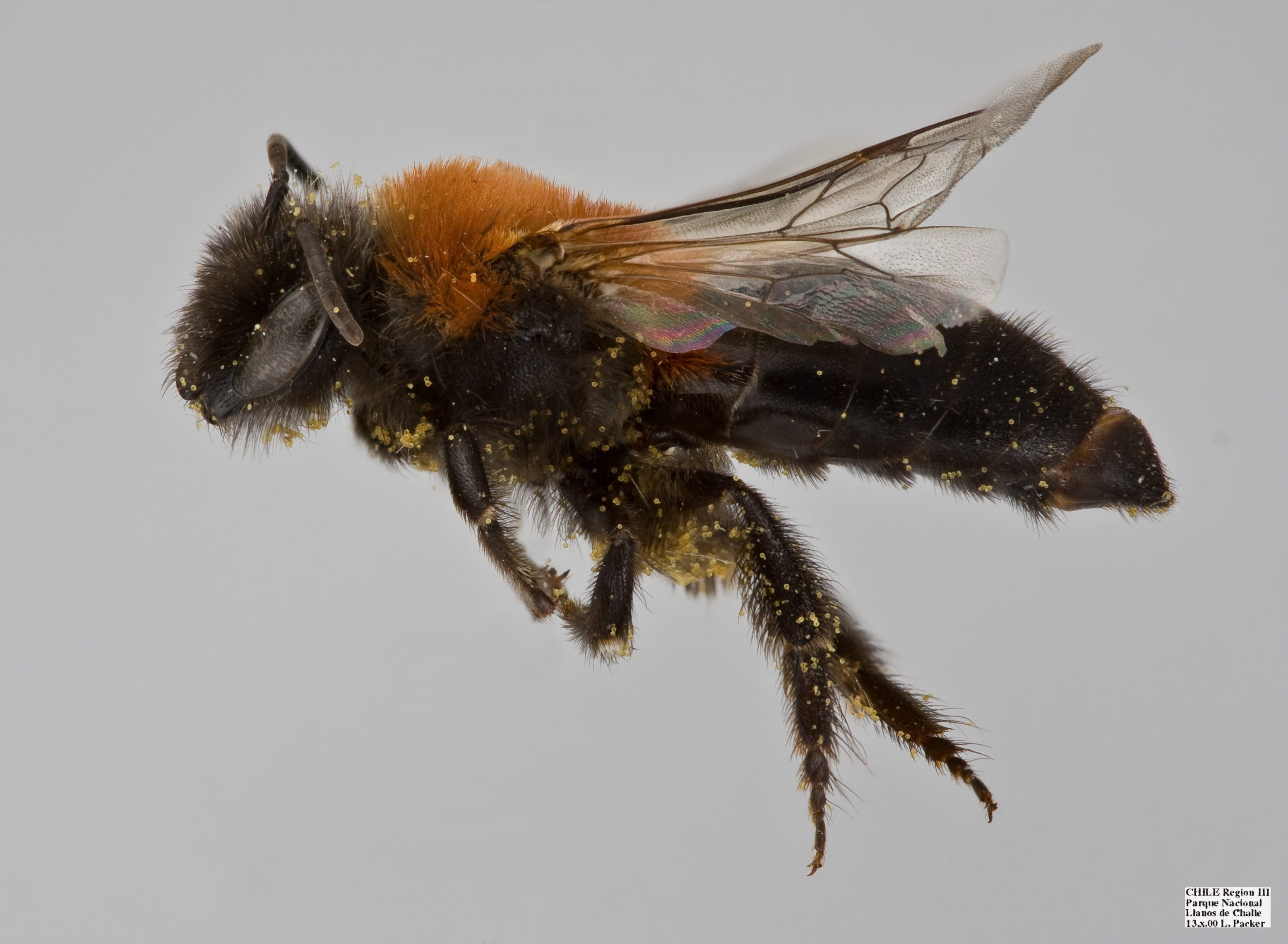
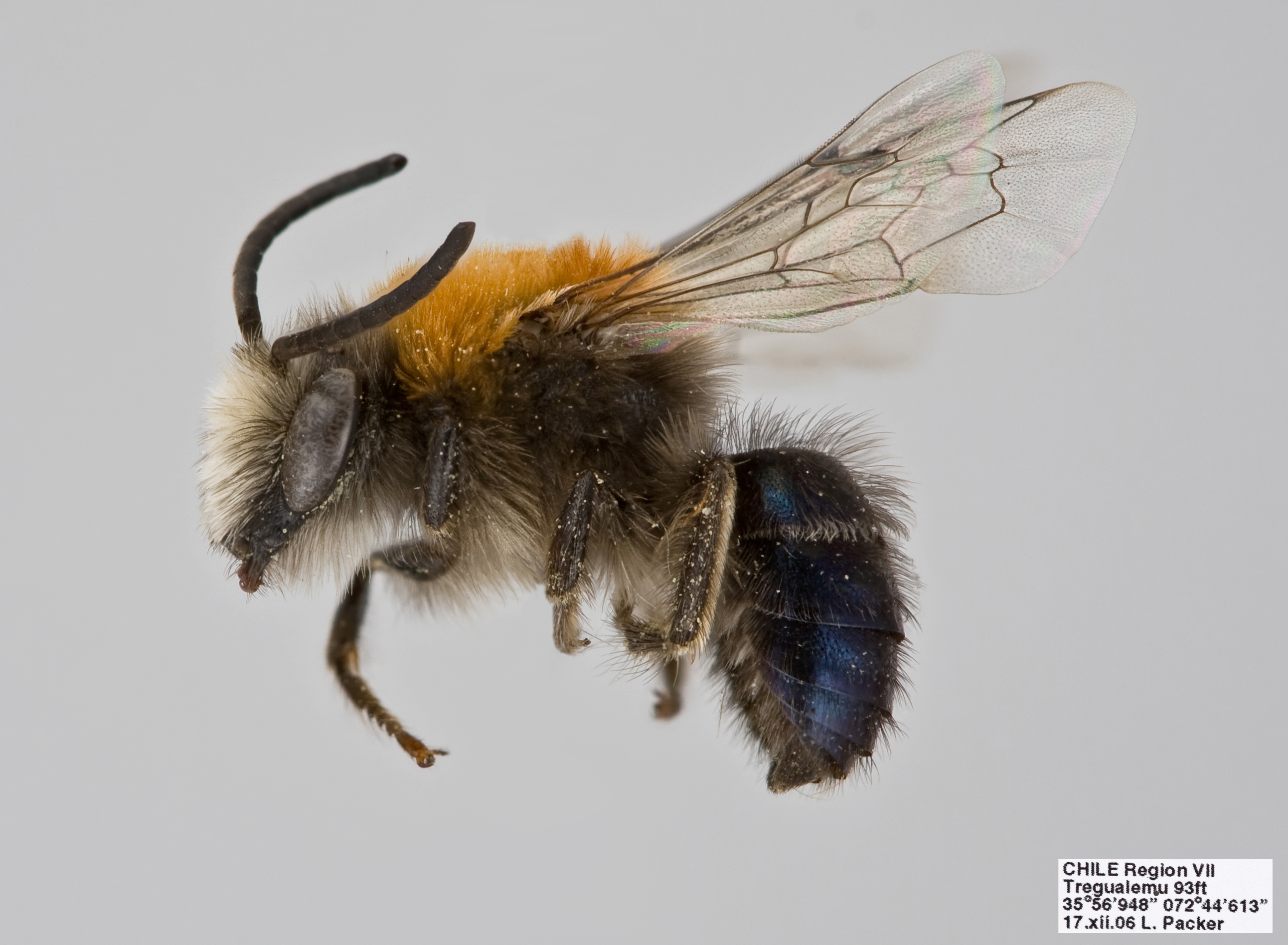